# Ko Adang

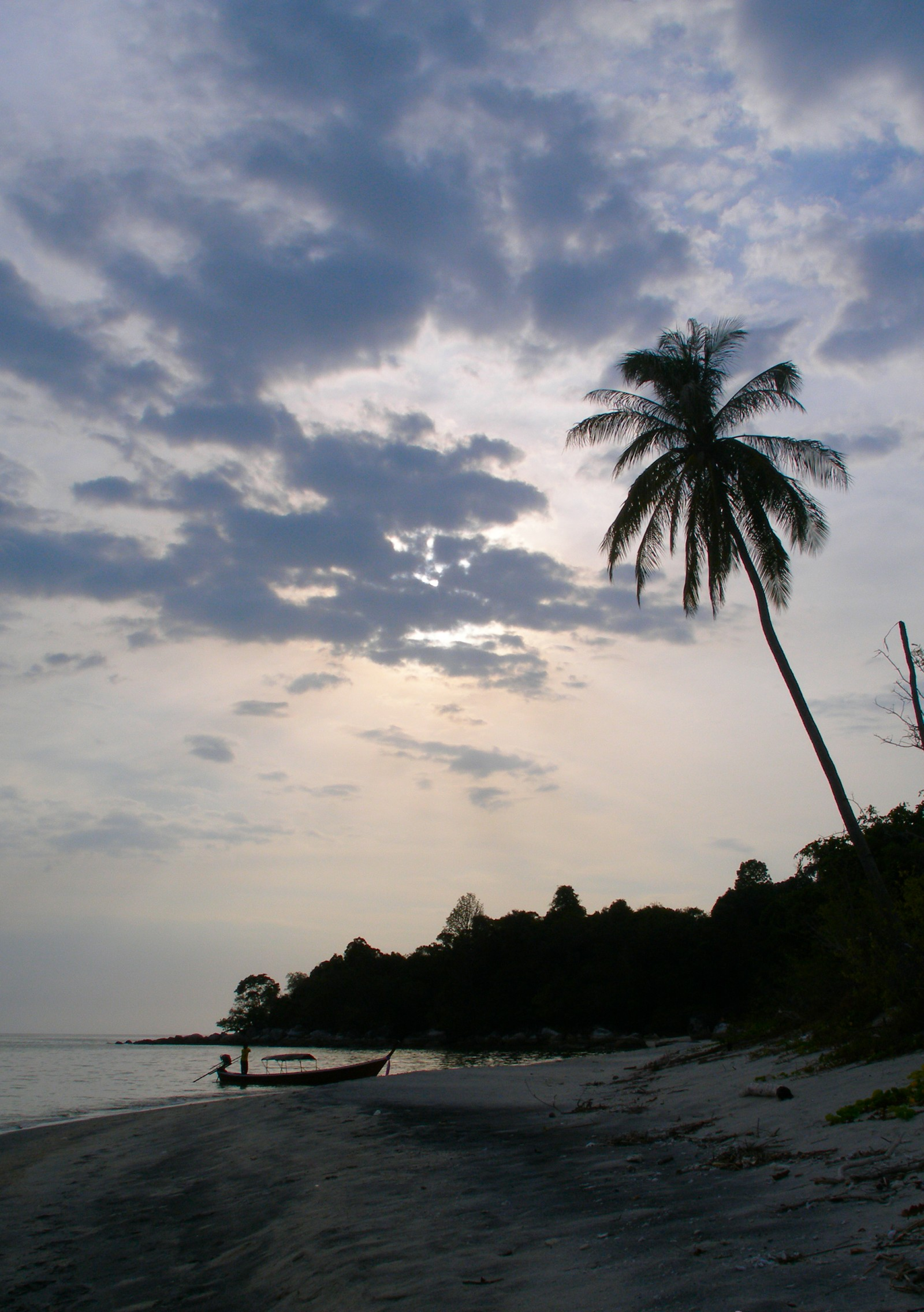
Bãi biển Ko Adang lúc hoàng hôn

Ko Adang (tiếng Thái: เกาะอาดัง) là hòn đảo lớn thứ hai trong Vườn quốc gia Biển Tarutao, tại Thái Lan, gần đảo Ko Lipe. Hòn đảo này là dài 6 km và 5 km rộng. Điểm cao nhất trên đảo là 690 mét.

## Tổng quan
Bao quanh Adang chỉ có vài bãi cát, nhưng ngoài khơi có nhiều rạn san hô. Hòn đảo này chủ yến là rừng rậm và có hai thác nước trên đảo

## Du lịch
Trên đảo có đường mòn dành cho du lịch, quan sát cảnh rừng. Từ trên đảo có thể quan sát đảo Ko Lipe gần đó và những cảnh biển xung quanh.
Hòn đảo rất yên tĩnh và chưa phát triển, chính vì là một phần của Vườn quốc gia Biển Tarutao. Ở phía nam (gần Ko Lipe) có những địa điểm cấm trại và nhà gỗ,  tất cả thuộc về các công viên quốc gia. Ngoài ra nơi đây còn có một trạm kiểm lâm. Có thể thuê thuyền đuôi dài để đến các điểm tham quan khác trên và xung quanh Ko Adang, bao gồm cả một bãi biển cát đen ở phía bắc của đảo.